# Хворостянка (посёлок, Липецкая область)
Хворостя́нка — посёлок при станции в Добринском районе Липецкой области. Центр Хворостянского сельсовета.
В 1869 году открылась железнодорожная линия Грязи — Борисоглебск. Расположенная здесь станция получила своё название по соседнему селу Хворостянке. Позже это имя перешло на пристанционный посёлок.

## Население
| 1939 | 2010  |
| ---- | ----- |
| 1169 | ↘1078 |

## Объекты культурного значения
Ансамбль железнодорожной станции (конец  XIX в.):
1) здание станционное  
2) казарма  
3) строение пристанционное  
4) строение пристанционное  

## Известные жители и уроженцы
Булгаков, Станислав Сергеевич — Герой Социалистического Труда